# Le Fils du soleil (bande dessinée)
Pour les articles homonymes, voir Le Fils du soleil.
Le Fils du soleil est une histoire en bande dessinée de Keno Don Rosa. Elle met en scène Balthazar Picsou avec ses neveux Donald Duck, Riri, Fifi et Loulou. Il affronte un de ses ennemis récurrents, Gripsou. Elle se déroule principalement au Pérou.
Elle est la première histoire de Picsou écrite et dessinée par Don Rosa.

## Synopsis
Alors que Picsou expose au musée de Donaldville les trésors découverts au cours de ses aventures, Gripsou vient lui lancer un défi : au premier qui trouvera et prendra possession du trésor caché par les Incas, au Pérou. Une carte en or permet à Picsou, espionné par Gripsou, de savoir que ce trésor peut se trouver dans le temple de Manco Cápac, « le fils du soleil ».

## Fiche technique
- Code de L'histoire: AR 102
- Éditeur : Gladstone
- Titre de la première publication : The Son of the Sun
- Titre en français : Picsou et le Fils du soleil (1997) ; Le Fils du soleil (2006) ; elle est également parue sous le titre-jeu de mots Le Trésor de Témèmpacap (1988).
- 26 planches
- Auteur et dessinateur : Keno Don Rosa
- Premières publications : Uncle Scrooge n°219, juillet 1987, États-Unis
- Première publication en France : Picsou Magazine n°200, 1988